# انریکه بالستررو

تصویری از انریکه بالستررو در تیم خود

انریکه بالستررو (انگلیسی: Enrique Ballestrero؛ ۱۸ ژانویهٔ ۱۹۰۵ – ۱۱ اکتبر ۱۹۶۹) یک بازیکن فوتبال اهل اروگوئه بود.